# Verzorgingsplaats Villoresi ovest
De Verzorgingsplaats Villoresi ovest is een verzorgingsplaats in Italië langs de A8 tussen Milaan en Lainate.
De verzorgingsplaats is geopend in 1958 langs de Autostrada dei Laghi, de huidige A8 en A9. Het wegrestaurant werd opgetrokken tussen het punt waar de beide takken van de autostrada samenkomen en de poorten van Milaan. Architect Bianchetti ontwierp voor de Italiaanse keten Pavesi een rond gebouw. Geïnspireerd door het net ingeluidde ruimtevaarttijdperk plaatste Bianchetti het restaurant onder een enorme boogconstructie met daarop een 14,80 meter hoog reclamebord van Pavesi. De drie bogen kregen hun voetstuk op een denkbeeldige cirkel van 51 meter doorsnee om het restaurant en zijn 31 meter hoog. De rondcirkelende satellieten werden gesymboliseerd door lampen op de bogen. Aan de bovenkant zijn de bogen verbonden door een cirkel, tijdens de bouw werd deze eerst aan een kraan opgehangen waarna de bogen werden ingehesen..
Het wegrestaurant werd gebouwd bij de plaats Lainate langs een destijds driestrooks autosnelweg. Het ligt aan de rijrichting naar Milaan, zodat de automobilisten vlak voor het binnenrijden van Milaan het restaurant konden bezoeken. Voor de vertrekkers uit Milaan was aan de overkant van de weg een parkeerterrein van waar, via een voetgangerstunnel, het restaurant bereikt kon worden. Destijds stond het geheel tussen landerijen en was er een terras op het zuiden. Op het terrein waren een paar benzinepompen van verschillende merken, maar een echt tankstation kwam pas later. In 1964 werd een deel van het terras overdekt ten behoeve van een restaurant met bediening en in 1968 volgde een tweede verbouwing, dit keer om ook hier een Tourist Market te realiseren. Inmiddels is de autostrada verbreed tot acht rijstroken en zijn beide zijden voorzien van tankstations. De restaurantketen Pavesi is in 1977 opgegaan in de keten Autogrill. In 2013 is Villoresi est, met een eigen restaurant, geopend voor het uitgaande verkeer uit Milaan. Door de afbraak van eerder gebouwde wegrestaurants is Villoresi ovest nu de oudste nog in gebruik zijnde Autogrill.